# Ménil-Hubert-sur-Orne
Ménil-Hubert-sur-Orne (me.ni.l‿y.bɛʁ.sy.ʁ‿ɔʁnⓘ) es una población y comuna francesa, situada en la región de Baja Normandía, departamento de Orne, en el distrito de Argentan y cantón de Athis-de-l'Orne.

## Demografía
| 542 | 473 | 392 | 380 | 388 | 360 |
| Para los censos de 1962 a 1999 la población legal corresponde a la población sin duplicidades (Fuente: INSEE [Consultar]) |     |     |     |     |     |